# Шар-Булг
Шар-Булг — посёлок в Ики-Бурульском районе Калмыкии, в составе Светловского сельского муниципального образования.

## География
Посёлок расположен на открытой равнине к северу от реки Восточный Маныч в 30 км к югу от посёлка Светлый.

## Этимология
Название посёлка (калм. Шар Булг) переводится как жёлтый родник (калм. шар - прил. жёлтый; рыжий; русый; красный; прекрасный; красивый и калм. булг - 	ключ; источник; родник).

## История
Дата основания не установлена. На топографической карте 1985 года населённый пункт не отмечен, на его месте обозначено зимовье (животноводческая стоянка). Как населённый пункт посёлок Шар-Булг обозначен на  карте 1989 года.

## Население
| 2002 | 2010 | 2012 |
| ---- | ---- | ---- |
| 84   | ↗109 | ↘89  |

Национальный состав
Согласно результатам переписи 2002 года большинство населения посёлка составляли даргинцы (84 %)